# Thrinaxodon
 Thrinaxodon  ist eine Gattung ausgestorbener Therapsiden, die vor 245 bis 230 Millionen Jahren zur Zeit der Mitteltrias lebte. Fossile Überreste der einzig bekannten Art Thrinaxodon liorhinus fand man in Südafrika in derselben Formation, in der auch Lystrosaurus gefunden wurde, und in der Antarktis.
Thrinaxodon war ein Fleischfresser und wurde etwa einen halben Meter lang, die Beine befanden sich unter dem Körper und der Schwanz war ziemlich kurz. Es zählt zu den ursprünglichen Cynodontiern (Cynodontia), einer Gruppe von säugetierähnlichen Reptilien, und stand damit den Säugetieren recht nahe. Die Tiere waren kleine Fleischfresser mit scharfen Zähnen. Sie hatten kräftige Hinterbeine, was darauf hinweist, dass sie schnelle Läufer waren. An den Schädeln wurden kleine Vertiefungen entdeckt, die auf Schnurrhaare hindeuten. Das muss aber nicht unbedingt als Beleg dafür gesehen werden, dass Thrinaxodon ein Fell hatte. Die Schnurrhaare dienten vermutlich der Orientierung im Dunklen.
Die Brustregion war deutlich von der Lendenregion getrennt. Das Tier besaß somit vermutlich ein Zwerchfell, das schnelles Aus- und Einatmen ermöglichte. Dies erlaubt eine Regulierung der Körpertemperatur durch Hecheln. Außerdem besaß es ein sekundäres Munddach, wodurch es gleichzeitig atmen und kauen konnte. Im Vergleich zu seinen Vorfahren war das Dentale, bei Reptilien einer von mehreren Knochen des Unterkiefers (Mandibula), vergrößert und trug alle Zähne.

## Weblinks

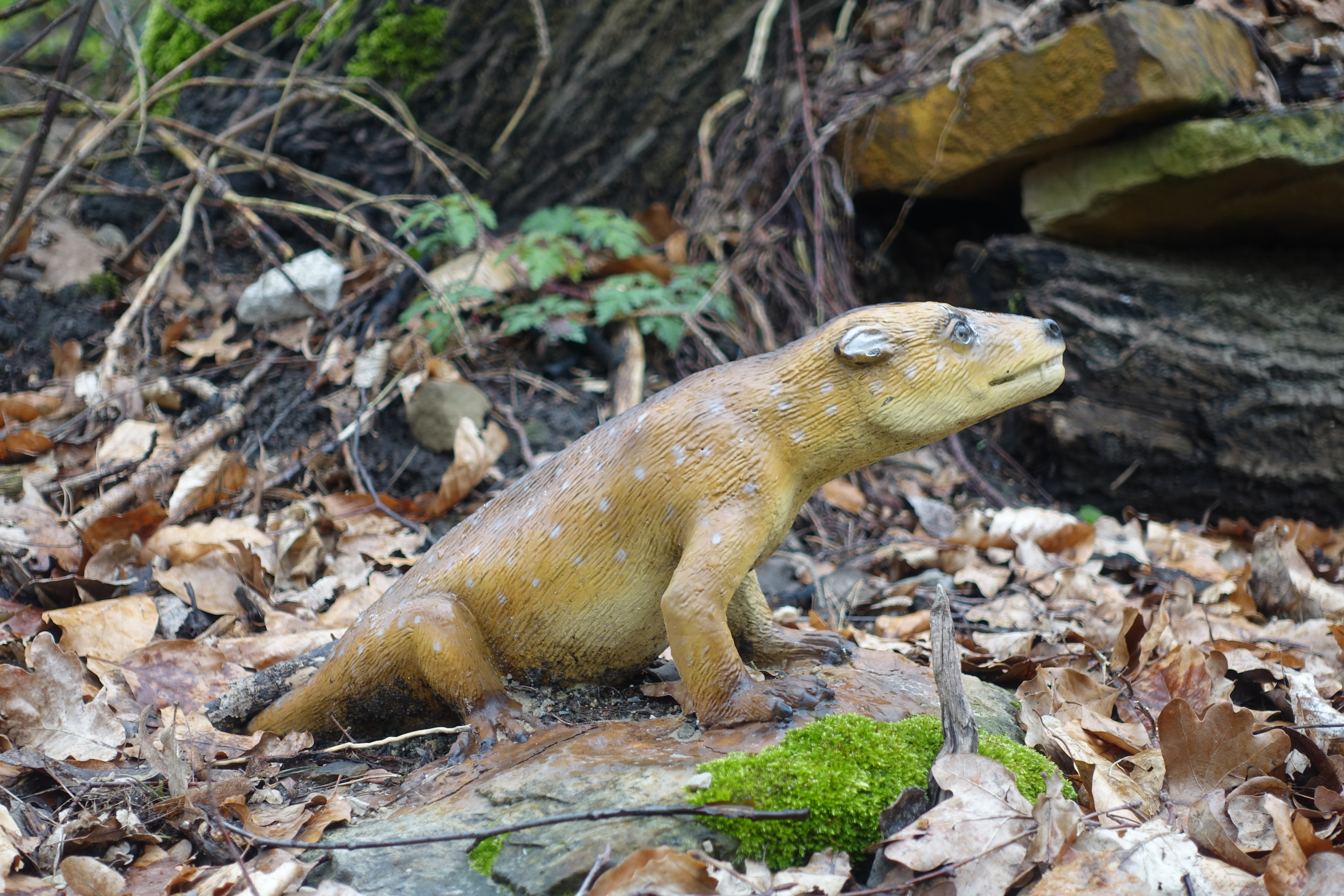
Thrinaxodon Lebendrekonstruktion im Saurierpark Münchehagen